# Union des démocrates et humanistes-Yuki
L'Union des démocrates et humanistes-Yuki (UDH-Yuki) est un parti politique de la république du Congo. Il est fondé en 19 mars 2017 par Guy Brice Parfait Kolélas qui en est le président jusqu'à sa mort en 2021.

## Résultats électoraux

### Élections législatives
| Année | Élus    |
| ----- | ------- |
| 2017  | 8 / 151 |
| 2022  | 7 / 151 |